# Columbine Valley
Pour les articles homonymes, voir Columbine.
Columbine Valley est une ville américaine située dans le comté d'Arapahoe dans le Colorado.

## Démographie
Selon le recensement de 2010, Columbine Valley compte 1 256 habitants. La municipalité s'étend sur 1,04 milles carrés (2,69 km2).
| 1970 | 1980 | 1990  | 2000  | 2010  | - |
| ---- | ---- | ----- | ----- | ----- | - |
| 481  | 923  | 1 071 | 1 132 | 1 256 | - |